# مقصدهای پروازی استونین ایر
مقصدهای پروازی استونین ایر به شرح زیر است:

## اروپا
اتریش
- وین – فرودگاه بین‌المللی وین فصلی

بلژیک
- بروکسل – فرودگاه بروکسل

کرواسی
- اسپلیت – فرودگاه اسپلیت فصلی

دانمارک
- کپنهاگ – فرودگاه کپنهاگ

استونی
- تالین – فرودگاه لنارت مری تالین قطب

فرانسه
- پاریس – فرودگاه شارل دوگل پاریس فصلی
- نیس – فرودگاه نیس کوت دازور فصلی

آلمان
- مونیخ – فرودگاه مونیخ فصلی
- برلین – فرودگاه برلین تگل فصلی

ایتالیا
- میلان – فرودگاه میلانو مالپنسا فصلی[۱]

لیتوانی
- ویلنیوس – فرودگاه بین‌المللی ویلنیوس

هلند
- آمستردام – فرودگاه اسخیپول آمستردام

نروژ
- اسلو – فرودگاه گاردرموئن اسلو
- تروندهایم – فرودگاه ورنس تروندهایم

روسیه
- سن پترزبورگ – فرودگاه پالکوو

Sweden
- استکهلم – فرودگاه استکهلم-آرلاندا
- استکهلم - فرودگاه استکهلم-بروما
- اوربرو - فرودگاه اوربرو[۲]

ترکیه
- آنتالیا – فرودگاه آنتالیا فصلی

اوکراین
- کی‌یف – فرودگاه بین‌المللی بوریسپیل

## مقصدهای متوقف‌شده
- بلاروس – فرودگاه بین‌المللی مینسک
- کرواسی – فرودگاه دوبروونیک
- استونی – فرودگاه کاردلا، فرودگاه کورسار، فرودگاه تارتو
- فنلاند – فرودگاه هلسینکی، فرودگاه یوئنسو، فرودگاه یواسکیلا، فرودگاه کایانی، فرودگاه تامپره-پریکالا
- گرجستان – فرودگاه بین‌المللی تفلیس
- آلمان – فرودگاه بین‌المللی فرانکفورت، فرودگاه هامبورگ، فرودگاه هانوفر
- یونان – فرودگاه بین‌المللی آتن
- ایرلند – فرودگاه دوبلین
- ایتالیا – فرودگاه اوریو آل سریو، فرودگاه لئوناردو دا وینچی-فیومیچینو، فرودگاه ونیز مارکو پولو
- لتونی – فرودگاه بین‌المللی ریگا
- اسپانیا – فرودگاه بارسلونا-ال پرات
- سوئد – فرودگاه گوتنبرگ-لاندوتر، فرودگاه واژو-اسمالند
- اوکراین – فرودگاه بین‌المللی سیمفروپول
- بریتانیا – فرودگاه گاتویک، فرودگاه منچستر